# Libanon en de Europese Unie
De relaties tussen Libanon en de Europese Unie gaan terug tot juni 2002 toen een Euro-mediterrane Associatieovereenkomst tussen de Europese Unie en Libanon werd gesloten, welke in april 2006 in werking trad. Associatieovereenkomsten hebben als doel betere economische en politieke samenwerking. De EU is Libanons belangrijkste handelspartner, in 2017 verantwoordelijk voor 36,4 % van de buitenlandse handel van Libanon.
In november 1995 werd in Barcelona een conferentie gehouden tussen de ministers van Buitenlandse zaken van de Europese Unie enerzijds en Algerije, Cyprus, Egypte, Israël, Jordanië, Libanon, Malta, Marokko, Mauritanië, Syrië, Tunesië, Turkije en de Palestijnse Autoriteit deelnamen. Ook de Arabische Liga en de Unie van de Arabische Maghreb waren uitgenodigd de conferentie bij te wonen. Dit resulteerde in de periode tussen 1998 en 2005 in acht Euro-mediterrane Associatieovereenkomsten (EMA), waaronder de overeenkomst met Libanon, die in 2002 werd gesloten. Associatieovereenkomsten die de EU met landen afsluit moeten, net als wat erin wordt afgesproken, gebaseerd zijn op respect voor de mensenrechten en op democratische beginselen. Hun interne en buitenlandse politiek moet hierdoor geleid worden.
In 2008 werd de Unie voor het Middellandse Zeegebied opgericht, waarvan alle staten rond de Middellandse Zee, inclusief Libanon, lid zijn. Libië is daarin alleen lid als waarnemerstaat en het lidmaatschap van Syrië werd in 2011 opgeschort.